# إدوارد أ. كارتر جونيور
إدوارد أ. كارتر جونيور (بالإنجليزية: Edward A. Carter Jr.) هو جندي أمريكي، ولد في 26 مايو 1916 في لوس أنجلوس في الولايات المتحدة، وتوفي بنفس المكان في 30 يناير 1963 بسبب سرطان الرئة.